# Робледільйо-де-Моернандо
Робледільйо-де-Моернандо (ісп. Robledillo de Mohernando) — муніципалітет в Іспанії, у складі автономної спільноти Кастилія-Ла-Манча, у провінції Гвадалахара. Населення — 135 осіб (2010).
Муніципалітет розташований на відстані близько 65 км на північний схід від Мадрида, 25 км на північ від Гвадалахари.

## Демографія
Динаміка населення (INE ):